# 채은희 (육상 선수)
채은희(1982년 6월 20일 ~)는 대한민국의 마라톤 선수이다. 채은희는 2008년 베이징 하계 올림픽에 한국 대표로 출전해 팀 동료이자 동료 선수인 이은정, 이선영과 함께 여자 마라톤에 출전했다. 2시간 38분 52초의 기록으로 독일의 수잔 한(Susanne Hahn)보다 21초 뒤진 53위로 경주를 성공적으로 마쳤다.